# 사냥개자리 AM
사냥개자리 AM은 사냥개자리에 있는 격변 변광성이다. 이 별은 사냥개자리 AM 변광성의 기본형이 되기도 한다. 사냥개자리 AM은 백색 왜성 두 개로 이루어진 쌍성계로, 한 쪽에서 나온 헬륨이 다른 백색 왜성(탄소-산소 백색 왜성) 표면에 강착되면서, 불안정한 열핵 반응의 섬광을 보여주고 있다. 둘의 공전 주기는 3.5 ~ 25분 범위 내에 있으며, 강착되는 물질의 양은 연간 태양 질량의 10−7배이다. 이들은 한 쪽에 강착되는 헬륨의 양이 0.02 ~ 0.1 태양질량 수준에 이르기 전까지는 보통의 신성 폭발 현상만을 보여 주다가 임계점이 넘어가면 종국적인 섬광 현상이 발생할 것이다. 이 종국적 섬광을 통해 크롬-48, 철-52, 니켈-56과 같은 방사성 원소가 생산되며, 수 일에 걸쳐 빠른 속도로 열핵 반응 초신성으로 진화할 것이다.

## 참고 문헌
1. 1 2 3  SIMBAD 질의 결과
2. 1 2  Kinematics of the ultracompact helium accretor AM Canum Venaticorum, G. H. A. Roelofs, P. J. Groot, G. Nelemans, T. R. Marsh, and D. Steeghs, Monthly Notices of the Royal Astronomical Society 371, #3 (September 2006), pp. 1231–1242, doi:10.1111/j.1365-2966.2006.10718.x.
3. ↑  arXiv.org. “Faint Thermonuclear Supernovae from AM Canum Venaticorum Binaries”. 2016년 1월 18일에 원본 문서에서 보존된 문서. 2008년 7월 25일에 확인함.